# Římskokatolická farnost Kadlín
Římskokatolická farnost Kadlín (lat. Kadlina) je církevní správní jednotka sdružující římské katolíky na území obce Kadlín a v jejím okolí. Organizačně spadá do mladoboleslavského vikariátu, který je jedním z 10 vikariátů litoměřické diecéze. Centrem farnosti je kostel svatého Jakuba Staršího v Kadlíně.

## Historie farnosti
Kostel sv. Jakuba Staršího v Kadlíně, který sloužil již středověké farní obci (plebánii), pochází z 1. poloviny 14. století. Tato plebánie zanikla za husitských válek. Matriky jsou pro území zahrnující současnou farnost zachovány od roku 1690, i když do roku 1722 spadalo území pod farnost Bělá pod Bezdězem. Prvním farářem v Kadlíně byl Ignác Havlík, který sice nastoupil do úřadu v roce 1723, ale administrativně byla farnost v Kadlíně chápána jako nově zřízena až od roku 1725. V roce 1724 byl kadlínský kostel prodloužený a upravený. Po II. světové válce byla farnost většinou administrována a okolních farností a v 21. století je také bez sídelního duchovního správce. Administrována je excurrendo ze Mšena u Mělníka.

### Duchovní správcové vedoucí farnost
Začátek působnosti jmenovaného v duchovní správě farnosti od:
- 1375 Martinus, † 1380
- 1380 Adolphus
- 1413 Udalricus
- 1418 Joannes
- 1723 proto-par. (prvo-farář) Ignatius Havlík
- 1757 Joannes Strebler
- 1776 Franciscus Hostlovský
- 1782 Franc. Barthl, n. 13. 7. 1741 Prag, o. 11. 11. 1764, † 3. 6. 1830
- 1831 Josef Knížek (Knjžek), n. 6. 3. 1794 Jesenice, o. 23. 2. 1817
- 1834 par. vacat
- 1856 Anton. Lang, n. 1. 11. 1793 Hradiště, o. 2. 8. 1819, † 1. 6. 1859
- 1860 Jan Jedlička (Joann. Gedliczka), n. 24. 7. 1796 Jičín, o. 23. 8. 1819, † 1. 1. 1875
- 1875 Eman. Košatecky, n. 1. 8. 1821 Jungbunzlau, o. 26. 7. 1847, † 21. 1. 1889
- 1889 Joannes Linhart, n. 16. 5. 1854 Bohuslav, okr. Turnov,[7] o. 20. 7. 1878,[4] † 21. 4. 1908 Kadlín[7]
- 1909 Joann. Košek, n. 2. 7. 1868 Stakory, o. 17. 7. 1892, † 10. 4. 1932
- 1. 9. 1932 Josef Podobský n. 20. 4. 1890 Rovensko p. Tr., o. 2. 7. 1916, † 6. 7. 1965
- 1. 5. 1953 Zdeněk Zezula
- 1. 12. 1980 Josef Petrucha
- 1. 7. 1990 Antonín Audy
- 1. 7. 2003 Jozef Piroh, admin. exc. ze Mšena u Mělníka
- 1. 7. 2006 Bohuslav Bártek, admin. exc. ze Mšena u Mělníka
- 12. 2. 2015 Stanislav Přibyl, CSsR, admin. exc. z Litoměřic
- 15. 4. 2015 Peter Kothaj, admin. exc. ze Mšena u Mělníka[4]

Kromě kněží stojících v čele farnosti, působili ve farnosti v průběhu její historie i jiní kněží. Většinou pracovali jako farní vikáři, kaplani, katecheté, výpomocní duchovní aj.

## Území farnosti
Do farnosti náleží území obce:
- Kadlín
- Ostrý
- Tajná
- Velké Všelisy
- Zamachy

## Římskokatolické sakrální stavby a místa kultu na území farnosti
| | Fotografie     | Stavba                     | Místo          | Bohoslužby                      | Zeměpisné souřadnice                                                       | Status                   | Číslo kulturní památky                       |
| Kostel a kaple | Kostel a kaple | Kostel a kaple             | Kostel a kaple | Kostel a kaple                  | Kostel a kaple                                                             | Kostel a kaple           | Kostel a kaple                               |
| --- | -------------- | -------------------------- | -------------- | ------------------------------- | -------------------------------------------------------------------------- | ------------------------ | -------------------------------------------- |
| 1. |                | Kostel sv. Jakuba Staršího | Kadlín         | bližší informace o bohoslužbách | v jižní části obce u silnice směr Zamachy 50°23′50″ s. š., 14°41′55″ v. d. | farní kostel             | 23165/2-1417 (Pk•MIS•Sez•Obr•WD) (Q24282887) |
| 2. |                | Kaple Jména Panny Marie    | Ostrý          | bližší informace o bohoslužbách | uprostřed obce 50°24′54″ s. š., 14°42′6″ v. d.                             | kaple                    | —                                            |
| 3. |                | Kaple Nejsvětější Trojice  | Tajná          | bohoslužby příležitostně        | u čp. 6 50°25′6″ s. š., 14°40′50″ v. d.                                    | kaple                    | 38823/2-1418 (Pk•MIS•Sez•Obr•WD) (Q38146903) |
| 4. |                | Výklenková kaple           | Velké Všelisy  | bohoslužby příležitostně        | náves 50°22′45″ s. š., 14°44′42″ v. d.                                     | výklenková kaple         | —                                            |
| Venkovní kříže |                |                            |                |                                 |                                                                            |                          |                                              |
| 5. |                | Venkovní kříž              | Zamachy        | bohoslužby příležitostně        | uprostřed obce 50°23′2″ s. š., 14°43′3″ v. d.                              | kříž                     | —                                            |
| Hřbitovy |                |                            |                |                                 |                                                                            |                          |                                              |
| 6. |                | Hřbitov se zvonicí         | Kadlín         | bohoslužby příležitostně        | kolem kostela sv. Jakuba Staršího 50°23′50″ s. š., 14°41′55″ v. d.         | obecní hřbitov a zvonice | 23165/2-1417 (Pk•MIS•Sez•Obr•WD) (Q24282887) |
| Některé drobné sakrální stavby a pamětihodnosti lze dohledat zde v databázi Drobné sakrální památky Zaniklé sakrální stavby lze dohledat zde v databázi Poškozené a zničené kostely, kaple a synagogy v České republice |                |                            |                |                                 |                                                                            |                          |                                              |

Ve farnosti se mohou nacházet i další drobné sakrální stavby, místa římskokatolického kultu a pamětihodnosti, které neobsahuje tato tabulka.